# カイ・グロナウアー
カイ・グロナウアー（Kai Gronauer、1986年11月28日 - ）は、ドイツ・ノルトライン＝ヴェストファーレン州ゾーリンゲン出身のプロ野球選手（捕手・外野手）。現在は野球ブンデスリーガのレーゲンスブルク・レギオネーレに所属し、打撃コーチを兼任している。

## 経歴

### ゾーリンゲン・アリゲーターズ時代
2003年にわずか16歳の若さで、ドイツの野球ブンデスリーガのゾーリンゲン・アリゲーターズでデビュー。同年は、打率.371、出塁率.437、長打率.452に加え、北地区で総合4位となる19打点を挙げた。
2004年は.347と打率を落としたものの、盗塁阻止率60%を記録している。
2007年シーズンには打率.384、出塁率.520、長打率.589の数字を残したほか、20盗塁（盗塁王）、20四球（1位タイ）、33得点（2位）、加えてOPSは5位と多くの打撃部門でランキング上位に入った。

### マイナー時代
ドイツでの活躍を買われ、2008年4月にニューヨーク・メッツと2年契約を結ぶ。ビザの関係で当初はすぐにアメリカ入りができず、就労ビザ発給までの間はドイツでプレーを続けた。6月25日のルーキー級ガルフ・コーストリーグ・対GCLカージナルス戦でプロデビュー。主に控え捕手として16試合に出場し、打率.356、出塁率.408、長打率.378の成績を残した。
2009年はA級サバンナ・サンドナッツプレーする。同年は、88試合に出場し、打率.243、6本塁打を記録した。
2010年にはA級サウス・アトランティックリーグオールスターに選出された。
その後、徐々にリーグ階級を上げていき、2013年にAAA級・ラスベガス・フィフティワンズへ昇格した。
2014年シーズン終了後、自由契約となった。

### レーゲンスブルク・レギオネーレ時代
2014年9月、レーゲンスブルク・レギオネーレに選手兼任コーチとして入団することが発表された。
2015年は打率.402、出塁率.514、長打率.659の成績だった。

## 選手としての特徴
試合数が少ないが、ドイツでは打率3割以上を打ち続けるなど、非常に高い長打力を備える長距離砲。2006年に20盗塁を記録したように足も速く、また非常に強肩でもある。
2009年に行われた第38回IBAFワールドカップでも主軸を任されており、2013年WBCドイツ代表メンバーにも選出された。